# Schiffsbegrüßungsanlage Willkomm-Höft

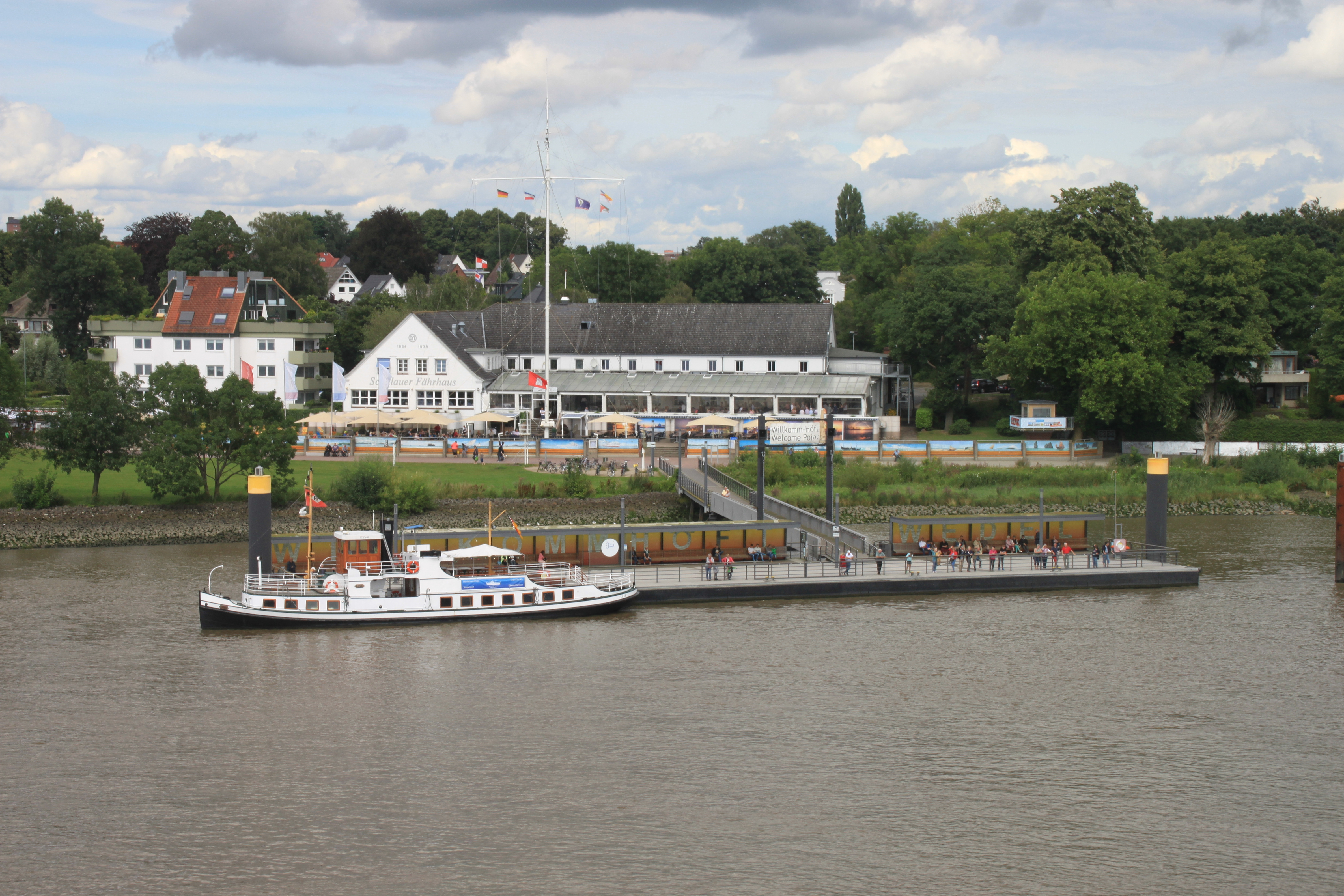
Willkomm-Höft von der Elbe aus gesehen, am Anleger liegt das historische Schiff Lühe

Die Schiffsbegrüßungsanlage Willkomm-Höft (von niederdeutsch Hööft „Landspitze, -zunge“)  ist eine Einrichtung am Restaurant Fährhaus in Schulau an der Unterelbe. Hier werden Schiffe begrüßt oder verabschiedet, die den Hamburger Hafen anfahren oder verlassen.

## Zeremonie
Schiffe, die den Hafen anfahren oder verlassen, werden von einem von fünf sogenannten „Begrüßungskapitänen“ begrüßt oder verabschiedet, indem sie die Hamburger Flagge dippen und das internationale Flaggensignal für „Gute Reise“ mit den Buchstaben „U“ und „W“ hissen. Bei Schiffen über 1000 Bruttoraumzahl, die die deutschen Gewässer verlassen, wird – zwischen 08.00 Uhr und Sonnenuntergang beziehungsweise 20.00 Uhr – außerdem die Nationalhymne ihres Heimatlandes angespielt. Manche Schiffe grüßen durch Dippen der Flagge oder durch einen Ton des Signalhorns zurück.
Für die Begrüßungen und Verabschiedungen stehen 178 verschiedene Nationalhymnen der seefahrenden Nationen beziehungsweise derer, die ein Schiffsregister führen, auf Compact Cassetten (Rote Beschriftung: Willkommensgruß, Schwarze Beschriftung: Abschiedsgruß) oder einem Computer bereit. Beide Systeme sind gleichwertig nutzbar.
Die Informationen über die einkommenden und seegehenden Schiffe erhält die Schiffsbegrüßungsanlage über den Schiffsmeldedienst, sobald ein Schiff von See kommend den Passagepunkt Stadersand oder aus Hamburg den Passagepunkt Finkenwerder passiert hat.
Besucher des Willkomm-Höft werden per Lautsprecher über das jeweilige Schiff kurz informiert. Genannt werden Name, Nationalität und Baujahr des Schiffes, Reederei und Werft sowie Länge, Breite und Tiefgang. Soweit bekannt, werden zudem die Stellfläche für Container und gegebenenfalls weitere Besonderheiten erwähnt. Diese Daten liegen in einer ständig aktuell gehaltenen  Kartei für ca. 17.000 Schiffe vor.

## Geschichte
Die Anlage wurde am 11. Juni 1952 von Otto Friedrich Behnke, dem Wirt des Schulauer Fährhauses, eingerichtet. Am 12. Juni wurde als erstes Schiff die Agaki Maru (Japan) begrüßt. Die Schiffsbegrüßungsanlage Willkomm-Höft steht heute unter der Patenschaft der Nautischen Kameradschaft HANSEA.
Der erste Begrüßungskapitän war ab 1956 Gustav Schriever. Er war Förster mit vier Kindern im mecklenburgischen Dobbertin. In der Nachkriegszeit hatte er sich als Waldarbeiter, Fensterputzer, Montagehelfer und Pförtner durchgeschlagen. Bei freiem Blick elbaufwärts von 500 m und elbabwärts von 4000 m musste er selbst die Schiffe mit einem Feldstecher identifizieren und die richtige Nationalhymne auf einem von 210 Tonbändern heraussuchen. Er hat die Hamburger Flagge mehr als 175.000 Mal gedippt.